# 북일초등학교 (해남군)
북일초등학교는 대한민국 전라남도 해남군에 있는 공립 초등학교이다.

## 학교 연혁
- 1922.11.11 북평사립보통학교 개교
- 1950.06.01 북평국민학교로 개칭
- 1981.03.11 병설유치원 개원
- 1984.03.05 북일국민학교로 개칭
- 1992.03.01 만수국민학교 본교에 통폐합
- 1996.03.01 북일초등학교로 개칭
- 2008.03.01 산동분교장 본교로 통폐합
- 2009.08.15 다목적 강당(체육관)개관
- 2020.01.07 제96회 졸업식(총 8848명 졸업)
- 2020.03.01 제30대 신현 교장 부임

## 참고 자료
- 북일초등학교 - 한국교육학술정보원 학교알리미